# Antonio Juantegui
Antonio Juantegui (4 d'abril de 1898 - 13 de maig de 1966) va ser un futbolista basc. Va jugar un partit amb la selecció espanyola de futbol el 1924.